# Giết trẻ sơ sinh
Giết trẻ sơ sinh (hay giết trẻ con) là hành vi cố ý giết chết trẻ sơ sinh.
Các nhà nghiên cứu về hành vi của cha mẹ tìm hiểu và phát hiện ra rằng mẹ có nhiều khả năng là thủ phạm giết con mình (neonaticide) hơn là cha đứa bé.
Nhà nhân chủng học Laila Williamson lưu ý rằng "Giết trẻ sơ sinh khá phổ biến ở mọi châu lục do sự phức tạp về văn hóa, từ thời con người săn bắn, hái lượm cho đến khi nền văn minh tiến bộ. Hiện tượng này là có quy luật, thay vì chỉ là ngoại lệ."
Một số hình thức giết trẻ con nhất định được xã hội cũ cho phép.